# 欧盟太空计划
欧盟太空计划（英語：European Union Space Programme）是欧洲航天局于2021年6月22日启动的以欧盟27个成员国和英国为目标，用于其卫星导航、地球观测、空间态势感知和安全通信等领域的发展投资计划。欧空局为该计划设立有欧盟太空计划机构用于衔接该计划发展。